# Драгош Григоре
Дра̀гош Григо̀ре  (на румънски: Dragoș Grigore); роден на 7 септември 1986 г. във Васлуй), е румънски професионален футболист, централен защитник, настоящ играч на Лудогорец (Разград) и националния отбор на Румъния.

## Кариера

### Клубна кариера
Започва да тренира футбол в ЛПС Васлуй през 2002 г., и 4 години по-късно прави дебюта си за първия отбор.
През 2008 година е закупен от местния гранд Динамо Букурещ. Веднага се налага като твърд титуляр в защитата на отбора. При червените кучета прекарва общо 6 години, в които записва над 130 официални мача.
След края на сезон 2013-14 преминава в състезаващия се във френската Лига 1 отбор на Тулуза. През сезон 2014-15 изиграва 27 мача за отбора.
През следващия сезон преминава в катарския Ал-Сайлия.

### „Лудогорец"
Дебютира на 14 юни 2018 г. в контролната среща „Лудогорец"-ФК Марица (Пловдив) 11-0, но претърпява контузия, която го изважда от игра за около половин година . Дебютира в ППЛ на 23 февруари 2019 г. в срещата Черно море-„Лудогорец" 1-0 .
Отбелязва първия си гол в ППЛ от дузпа на 16 март 2019 г. в срещата „Лудогорец"-„Септември" (София) 6 - 0 .

### Национален отбор
Прави дебюта си за националния отбор през 2011 г. Към декември 2016 г. има записани 28 мача за отбора.

## Успехи

### „Динамо“ (Букурещ)
- Купа на Румъния (1): 2011–12
- Суперкупа на Румъния (1): 2012

### „Лудогорец“ (Разград)
- Шампион на България: 2018-19, 2019-20, 2020-21

- Суперкупа на България (1): 2018